# Almindelig brombær
Almindelig Brombær (Rubus plicatus) eller bare kaldet Brombær er en halvbusk, der i Danmark vokser i krat, hegn og åben skov. Til forskel fra Korbær er den uden blådugget voks-overtræk. De to-årige skud har kraftige hagekrummede torne. Navnet "brombær" er afledt af bremmel, der betyder tornet busk. De fleste brombær i Danmark danner frugt, uden at de er blevet bestøvet. Derved er der opstået en række små arter, som kun eksperter kan bestemme. Brombær bærer velsmagende frugter i oktober.

## Beskrivelse
Brombær er en løvfældende eller vintergrøn busk med lange, rankende skud. Alle skud bærer masser af kraftige torne. Årsskuddene er over 5 mm tykke. Barken er først grøn og glat, senere brun og furet. Knopperne er spredte, lysegrønne og lasede.
Bladene er trekoblede til femfingrede med smalle akselblade. Småbladene er ægformede med savtakket rand. Oversiden er mørkegrøn, mens undersiden er gråhvid med små torne på ribberne. Blomsterne er lyserøde og sidder samlet i halvskærme. Hver frugt består af mange, små stenfrugter. Frøene modner kun godt i varme, tørre efterår og på egnede sorter. Brombærsæsonen strækker sig fra august til oktober.
Rodnettet ligger højt i jorden. Det består af vandret krybende hovedrødder med fine trævlerødder på. Ved nedfrysning eller hård beskæring ses mange rodskud. De lange ranker slår rod fra spidsen, hvis de får jordkontakt.
Højde x bredde og årlig tilvækst: 3 × 3 m (50 × 50 cm/år). De enkelte ranker kan dog blive op til 6 meter lange.

## Voksested
Brombær er i Danmark almindelig i Østjylland og på Øerne på overdrev, i krat, skovbryn, hegn og åben skov.
Den optræder bl.a. sammen med Avnbøg, Hassel, Alm. Hvidtjørn, Kvalkved, Stilk-Eg, Korbær, Navr, Slåen, Vrietorn og Æble-Rose.

## Anvendelse
De vintergrønne blade er en vigtig føde for hjortene. I oldtiden blev bærrene brugt som lægemiddel imod diarré og bylder, hvilket kan skyldes det høje indhold af garvesyre.
De syrligt-søde bær smager dejligt, som de er også velegnede i desserter og til bagværk og syltebrug (se Brombær (frugt)).

## Småarter
- Armensk Brombær (Rubus armeniacus)
- Lodden Brombær (Rubus insularis)
- Skov-Brombær (Rubus nessensis)
- Almindelig Brombær (Rubus plicatus)
- Rasperu Brombær (Rubus radula)
- Rundbladet Brombær (Rubus vestitus)[2]

## Galleri
- Brombærblomst
- Brombær under dyrkning
- Brombær i fri vækst
- Brombær